# Hervé Imare
Hervé Imare est un chanteur et compositeur réunionnais né le 1er avril 1946 à Saint-Pierre (La Réunion) et décédé le 23 mai 2016 dans la même ville. Il est connu pour être l'interprète de La Rosée su feuilles songe d'Alain Péters et de Ti femm' là (sur un texte de Jean Albany).

## Biographie
Hervé Imare, alors jeune, perd l'usage de son bras droit. Comme de nombreux artistes de maloya "électrique", il est issu du circuit des bals réunionnais, où il commence ses tours de chant à l'âge de 16 ans. Après diverses formations de variétés, il se lie avec la bande d'Alain Péters et Loy Ehrlich et devient l'une des voix du groupe éphémère Caméléon, en 1977. Resté relativement marginal en dépit d'une gloire tardive et posthume, il est la voix soliste de morceaux comme La rosée su feuilles songe et Na voir demain (avant la version plus électrique de Carrousel en 1982).
En 1978, il renouvelle son partenariat avec Alain Péters, à travers la cassette Chante Albany, en chantant le poème de Jean Albany Ti femm' là.
On lui doit par ailleurs des 45 tours redécouverts récemment, comme Joséphine l'est toujours pressée ou en encore Mêle Mêle Pas Toué P'tit Pierre.
Hervé Imare décède en 2016. Retiré du circuit de la musique, il ne chantait plus que dans les offices religieux.
Son fils Guillaume Imare est également musicien et fondateur du groupe Dogo Fara.